# Lars Mikkelsen
Lars Mikkelsen (ur. 6 maja 1964 w Gladsaxe) – duński aktor filmowy i telewizyjny.

## Życiorys
Po odbyciu służby wojskowej podjął studia z zakresu biologii na Uniwersytecie Kopenhaskim. Porzucił je, po czym zajął się występami ulicznymi w różnych europejskich miastach, prezentując ze swoim zespołem m.in. pokazy żonglerki. W 1991 podjął studia aktorskie w narodowej szkole teatralnej Statens Teaterskole, które ukończył w 1995.
Debiutował jako aktor filmowy w połowie lat 90. rolami w produkcjach telewizyjnych i krótkometrażowych. W 2004 znalazł się w stałej obsadzie serialu Lepsze czasy, wcielając się w postać polityka Jensa Otto Kraga. Popularność przyniosła mu jedna z głównych ról w pierwszym sezonie The Killing, gdzie zagrał obok Sofie Gråbøl i Sørena Mallinga. Wystąpił później w Zabójcach, trzecim sezonie Rządu, Sherlocku i The Team. W trzecim sezonie House of Cards powierzono mu postać rosyjskiego prezydenta. W filmach obsadzany głównie w krajowych produkcjach.

## Życie prywatne
Lars Mikkelsen jest żonaty z aktorką Anette Støvelbæk, z którą ma dwoje dzieci. Jest starszym bratem Madsa Mikkelsena.

## Filmografia
- 1997: Royal Blues
- 1997: Strisser på Samsø (serial TV)
- 1997: Taxa (serial TV)
- 1999: Seth
- 1999: Under overfladen
- 2000: Edderkoppen (serial TV)
- 2000: Skjulte spor (serial TV)
- 2001: En Kærlighedshistorie
- 2001: Langt fra Las Vegas (serial TV)
- 2002: Rejseholdet (serial TV)
- 2003: Nikolaj og Julie (serial TV)
- 2004: Kongekabale
- 2004: Lepsze czasy (serial TV)
- 2005: Nordkraft
- 2007: Cecilie
- 2007: De fortabte sjæles ø
- 2007: The Killing (serial TV)
- 2008: Det som ingen ved
- 2008: Flammen & Citronen
- 2009: Flugten
- 2009: Headhunter
- 2011: Zabójcy (serial TV)
- 2012: Viceværten
- 2012: What Richard Did
- 2013: Rząd (serial TV)
- 2014: 1864 (serial TV)
- 2014: Wilkołacze sny
- 2014: Sherlock (serial TV)
- 2015: House of Cards (serial TV)
- 2015: Inwazja. 9 kwietnia 1940
- 2015: The Team (serial TV)
- 2019: Wiedźmin (serial TV)
- 2023: Ahsoka (serial TV)